# 功夫之怒
《功夫厲》是一部2015年瑞典武俠動作喜劇短片，由大衛·桑德伯格執導、編劇和主演。該片是向80年代的武俠片及警察動作片致敬。
本片是從2013年12月到2014年1月間透過Kickstarter向外界群眾募資，並獲得了63萬0019美元的資金，這比原定目標的20萬美元還高，但仍不及製作長片的100萬美元。《功夫厲》於2015年5月22日在第68屆坎城影展上的導演雙週上首映，並獲得了普遍好評。長片版續集《功夫厲2》於2019年7月起開拍。

## 劇情
1980年代，一名邁阿密警探和他的合作夥伴龍後巷逮捕了一名紅色忍者刺客，但龍卻遭對方一刀兩斷。正當該警探打算反擊時，突然一到閃電打中了他，又被眼鏡蛇咬傷，使他看見了奇異的光景並獲得了非凡的功夫力量，使他能夠打敗敵人；之後，他便為自己取名為「功夫厲」。幾年後，1985年，功夫厲擊敗了一台暴動的街機機器人，但也因造成公眾損失而被局長斥責，並將他分發給三角龍警察作搭檔，但功夫厲不想再失去搭檔而提出辭職。此時，「功夫元首」阿道夫·希特勒穿越時空來到現代，並透過大哥大遠程槍擊警察局長。功夫厲為了解決這位恐怖的敵人而受駭客人幫助，回到納粹德國殺死希特勒。但未料，卻因系統出錯而讓功夫厲跑到了維京時代。在該時代，功夫厲遇見了女戰士貝拉貝拉莉娜與卡塔娜，並受到「雷神」索爾的幫助穿越至納粹德國，以完成他的任務。
到達納粹德國時，功夫厲展現他的高超的功夫擊倒了許多活死人士兵，但卻遭希特勒的講臺機關槍殺死。此時，卡塔娜、貝拉貝拉莉娜、駭客人、三角龍警察和一隻暴龍穿越來到此，共同解決掉剩餘的士兵，而暴龍則與希特勒的德意志老鷹機器人對戰。在功夫厲被駭客人復活後，索爾用巨錘子將希特勒與機器老鷹壓扁，連屍體都未留下。功夫厲完成使命後，他回到了自己的時空。
他回到1985年的邁阿密，功夫厲再次擊敗了街機機器人，但他發現了該機器身上有著「卐」標記；與此同時，希特勒和他的機器老鷹穿越至此，誓言要向功夫厲復仇。

## 演員
- 大衛·桑德伯格 飾 功夫厲（Kung Fury）
- 喬瑪·塔科內（英语：Jorma Taccone） 飾 阿道夫·希特勒 / 功夫元首（Kung Führer）
- Steven Chew 飾 龍（Dragon）
- Leopold Nilsson 飾 駭客人（Hackerman）
- Helene Ahlson 飾 卡塔娜（Katana）
- Eleni Young 飾 貝拉貝拉莉娜（Barbarianna）
- 安德烈亞斯·卡林（英语：Andreas Cahling） 飾 索爾
- Erik Hornqvist 飾 三角龍警察（Triceracop，由Frank Sanderson配音）
- Per-Henrik Arvidius 飾 Chief
- 馬格努斯·貝特納（英语：Magnus Betnér） 飾 Colonel Reichstache
- 比約恩·葛斯塔森（英语：Björn Gustafsson） 飾 Private Lahmstache
- 大衛·赫索霍夫 飾 Hoff 9000（配音）

## 未來
2016年5月28日，在Laser Unicorns的Facebook頁面上，宣布續集正在計劃中。
2015年7月，Sandberg正與賽斯·葛雷恩·史密斯合作推出完整長片版本的電影。在受《娛樂周刊》採訪時，他說電影將不包含短片中的內容，但會共存同一宇宙。2018年2月，麥可·法斯賓達和阿諾·史瓦辛格都將加入《功夫之怒》長片版續集《Kung Fury II: The Movie》的演出，而赫索霍夫也將回歸演出。

## 外部連結
- 官方网站
- YouTube上的Kung Fury
- Lampray Productions official website（页面存档备份，存于）
- 互联网电影数据库（IMDb）上《功夫之怒》的资料（英文）
- 爛番茄上《功夫之怒》的資料（英文）
- Kickstarter（页面存档备份，存于）